# 數位圖書館
數位圖書館（digital library）是一種館藏以數碼化格式儲存，可以利用電腦存取的圖書館，而傳統圖書館的館藏則以印刷、微縮膠片或其他媒體等相對格式為館藏主體。數位化的內容可以被存在本地端或透過電腦網路由遠端存取。數位圖書館可說是一種資訊檢索系統。
DELOS數位圖書館的委員定義了數位圖書館，內容如下：
| 數位圖書館是一個組織，它也許能夠有效的，全面性的收集，長時間的處理及保存大量的數位容量，並且有適當的能力以及有方向的彙整，提供使用者共同研究這個內容。 |

對於印刷品數位圖書館的第一個用途也許是在1988年報告到全國主動性研究公司。在1994年，數位圖書館由NSF/DARPA/NASA數位圖書館首先大眾化。雖然現在還會偶爾使用舊稱如電子圖書館（electronic library）或虛擬圖書館（virtual library），但是現在英文的"Electronic Library"多數是指由政府機構提供的入口系統，例如佛羅里達州電子圖書館（Florida Electronic Library） （页面存档备份，存于）。

## 數位圖書館概說
近五十年來圖書館的發展歷程，歷經參考諮詢與資訊服務的開始發展，至1970年代步入圖書館自動化，再踏入1980年代的各類型資料庫的全面開展，隨後進入1990年代的網路時代多媒體。電子出版的世界，因網際網路與數位科技的迅速發展，對圖書館的角色與發展投下巨大的變數，傳統的紙本館藏取而代之的是如雨後春筍般急速成長的電子出版品，因應環境的變遷，原本傳統紙質型態的出版品，也不斷被掃瞄數位化以便於傳遞服務。圖書館一詞開始有數位圖書館的出現，也有電子圖書館（Electronic library）、虛擬圖書館（Virtual library）、無牆圖書館（Library without wall）等近似詞。不僅代表人們對於圖書館的期望，亦反應出新科技對圖書館的衝擊。
圖書館從早期以紙質媒體的典藏，配合電腦科技的發展開始有電子文件，到利用圖書館自動化系統整合圖書館作業，引進各項電子資源，並進入網路環境的複合圖書館時代，近幾年更因寬頻、高速、高密度的數位傳訊與數位典藏環境，造就數位圖書館、網站圖書館時代的來臨。
然而傳統圖書館與數位圖書館均有不足之處，整理兩者可互補者在於
1. 傳統圖書館館藏文獻是數位圖書館的基礎，數位圖書館的形成三要素：使用者、資訊資源與通訊網路。其中資訊資源需要存在於載體上，不論是印刷或是電子型式，都需要一個機構進行資訊的徵集、加工和組織，所有資訊和資料庫都必須由人開發整理，而圖書館長久以來扮演的資訊中介者角色，也積累了豐富的各項資訊資源，是發展數位圖書館的最佳基礎。
2. 數位圖書館透過網路促進資源共享的功能，可彌補傳統圖書館限於空間及本身資源不足問題，難以履行資源共享的困境，透過網路，館際間可便利交換共享其他圖書館的數位資源，加速館際間合作關係的推動。
3. 數位圖書館遠距服務的特性，可彌補傳統圖書館無法提供到府服務的限制。對傳統圖書館而言，利用網路傳輸可以縮短圖書館與使用者之間的實體距離，真正達到便利使用者的服務。
4. 傳統圖書館文獻保存及休閒功能，彌補了數位圖書館目前電子資源尚待克服的長久資源保存問題，也滿足了社會大眾在資訊學習之外的休閒需求，能適切扮演個人與社會互動聯結的公眾服務角色。
5. 數位圖書館能克服實體空間的限制，充分的蒐集整理各項數位資源，並可輕易擴展原有的服務方式，例如：文獻傳遞服務、線上參考資詢服務、主題網站資源選介、線上利用指導等，提供館藏的加值服務。

綜上所述，數位圖書館無法完全取代傳統圖書館所有的功能，傳統圖書館保存著大量的文獻資源，數位技術和新媒體使知識和資訊的傳播便捷迅速，但卻無法涵蓋傳統圖書館的廣泛社會功能，自然無法取代傳統的圖書館。

## 數位圖書館的新功能與任務
圖書館是一個變動的有機體，數位革命之後，知識載體與知識傳播方式的演進，圖書館面對的是一個遽烈的變局，傳統的實體圖書館與虛擬的數位圖書館結合，促使人們對於圖書館產生新的詮釋與瞭解。資訊技術與網路資源，使傳統圖書館扮演的角色與功能產生許多變化，其變化主要顯現在功能的調整上，數位圖書館為能達到為資訊建立檢索點並提供資訊檢索服務的目標，圖書館作業應加強的任務包括：
1. 資料的徵集：延續圖書資訊的選擇與採訪，並加強網路資源的選擇、電子期刊的徵集與管理、實體與虛擬館藏發展與管理、館際互借與文獻傳遞等。
2. 資訊的組織：除了圖書資料的分類與編目，索引與摘要服務外，應加強電子資料庫的組織、網路資源的組織等。
3. 資訊的傳播與利用：強化圖書館電腦目錄、網路圖書館自動化服務、網路圖書館服務，遠距圖書館服務、圖書館聯合目錄、館外資源整合性服務、隨選視訊與多媒體服務等。
4. 資訊素養的教育與訓練：持續推動圖書館利用教育、資訊素養教育、網路圖書館利用教育等。
5. 資訊與知識的諮詢顧問：提供知識與資訊仲介者、資訊檢索代理、網路檢索工具建置、索引典建置等。
6. 圖書資料的保存與維護：持續進行典藏與維護圖書館資料、數位館藏建置等。
7. 多元化資訊資源的管理：擴展資訊資源管理的範圍，涵蓋檔案管理、文件管理、多媒體管理、各類圖書館與資訊中心管理等。

## 搜尋
大多數的數位圖書館他們會提供一個允許資源查詢的窗口，這些資料是典型的深藏於網路（或是網路上很少甚至沒有的）的資源，這些深藏在網路中的資料常常不能被使用搜尋引擎的人們所找到，所以就有一些數位圖書館他們創造出特殊的頁面或是網點能夠讓大多數的搜尋引擎找到他們所有的資料，許多的數位圖書館會時常會為了獲得後資料而利用（OAI-PMH）開放式資料庫協定使得他們的後資料顯示在其他的數位圖書館中，而眾多的搜尋引擎像Google Scholar、Google、Yahoo!以及Scirus也都可以利用OAI-PMH去找出這些深藏在網路之中的資料，所以透過這個協定，不管是搜尋引擎或是數位圖書館都能受惠，也可以使彼此的關聯性更加緊密，和達到強化自己網站本身特性的目的。

## 數位化之未來展望
有許多項目在Google、百萬圖書計畫、MSN和Yahoo!中進行大規模的數位化。書籍管理與科技，如光學器材（optical character recognition）和電子書（ebooks），貯藏所或商業的營運模式的替代之發展持續在進步中，而數位圖書館也因Google、MSN及Yahoo!這些大眾較常使用的網站之努力下，正在急劇的成長茁壯當中。就像圖書館內會出現電影或音樂的館藏，數位化圖書館也出現了網路資料庫。

## 二元圖書館
此名詞是在1996年蘇坦（S. Sutton）提出，認為從傳統圖書館邁向數位圖書館將經歷四種類型：傳統圖書館、自動化圖書館、二元圖書館、數位圖書館。傳統圖書館的形式是有固定館藏、具體資訊、並受到地理限制；自動化圖書館是圖書館自動化並整合一起；而二元圖書館是印刷與數位化資訊平衡的圖書館，逐步邁向數位化發展方向，傳統與數位館藏並存，並可查詢本館館藏以及藉網路通道而不受地理限制利用遠距數位資源。

## 虛擬圖書館
虛擬圖書館或稱無牆圖書館（Library Without Wall），是指使用者可透過網際網路，分享分散世界各地，眾多圖書館，實體或虛擬的館藏資源和服務，形成一「無牆的」圖書館群體。故虛擬圖書館並不僅限單一的圖書館，並可同時提供虛擬館藏資源，以及實體館藏資源之書目資訊。虛擬圖書館也可以是單一的無形圖書館，或為入門網站（Portals）。這個圖書館或入門網站，建立了一種結合無數的網路電子或數位資源和服務的機制，使用者可透過網路遠端存取該圖書館提供或彙整的電子或數位資源，或使用該圖書館的服務（如：線上參考諮詢等）。

## 數位圖書館的發展
數位圖書館現在廣泛的由公共團體或商業利益的機構所認同，數位圖書館的好處在於可以更迅速的找尋到我們所想要的書籍、檔案甚至是圖片。數位圖書館的好處在於它能夠輕易的連接並瀏覽許多不同的頁面，能夠更快速的找到我們所想要的資料，數位圖書館有別於傳統的圖書館在於它不受限於倉庫空間的限制，資料的數位化大大的縮減了書籍所佔的空間，所以數位圖書館有能力可以儲存更多的資料。相對的，維護一個傳統圖書館的花費遠高於維護一個數位圖書館，因為傳統的圖書館需要在人事成本以及書籍維護費上花上一筆開銷，而數位圖書館則完全不需要這筆花費。
- 沒有地域限制由於資料數位化，傳輸變的更方便，資料的搜尋不會受到距離的影響，從世界各地的人們都能輕易的連上數位圖書館並找尋他們所想要的資訊，一個使用數位圖書館的使用者完全不用親自到圖書館一趟，他們只需要在家上網便可。
- 沒有時間限制數位圖書館的好處在於它能夠二十四小時的使用，沒有日夜的分別，當你需要時即可尋找你所要的資訊。
- 資源共享同樣的資料可以由許多不同的人共同使用，並且同時間的使用，與以往傳統圖書館一次只能一個人使用比較起來，更為方便快速。
- 搜尋更便捷數位圖書館提供搜尋引擎，讓人們找尋資料時能更快的找尋到自己所想要的資料。
- 保存與保護數位化不是個長時間保存資料的解決方法，他只提供複製後的資訊並保護原資料不被破壞。
- 空間數位化的資料並不需要向傳統圖書館一樣需要一定的面積空間去收藏書籍。
- 改善數位化可以改善書籍上可能有的汙點或者是顏色的變化，使書籍不容易被污染。

## 數碼圖書館列表
- 互联网档案馆
- Google圖書
- 古騰堡計畫
- 世界数字图书馆
- 中國哲學書電子化計劃
- 青空文庫
- 超星数字图书馆
- 宁波大学园区图书馆